# Sarayköy

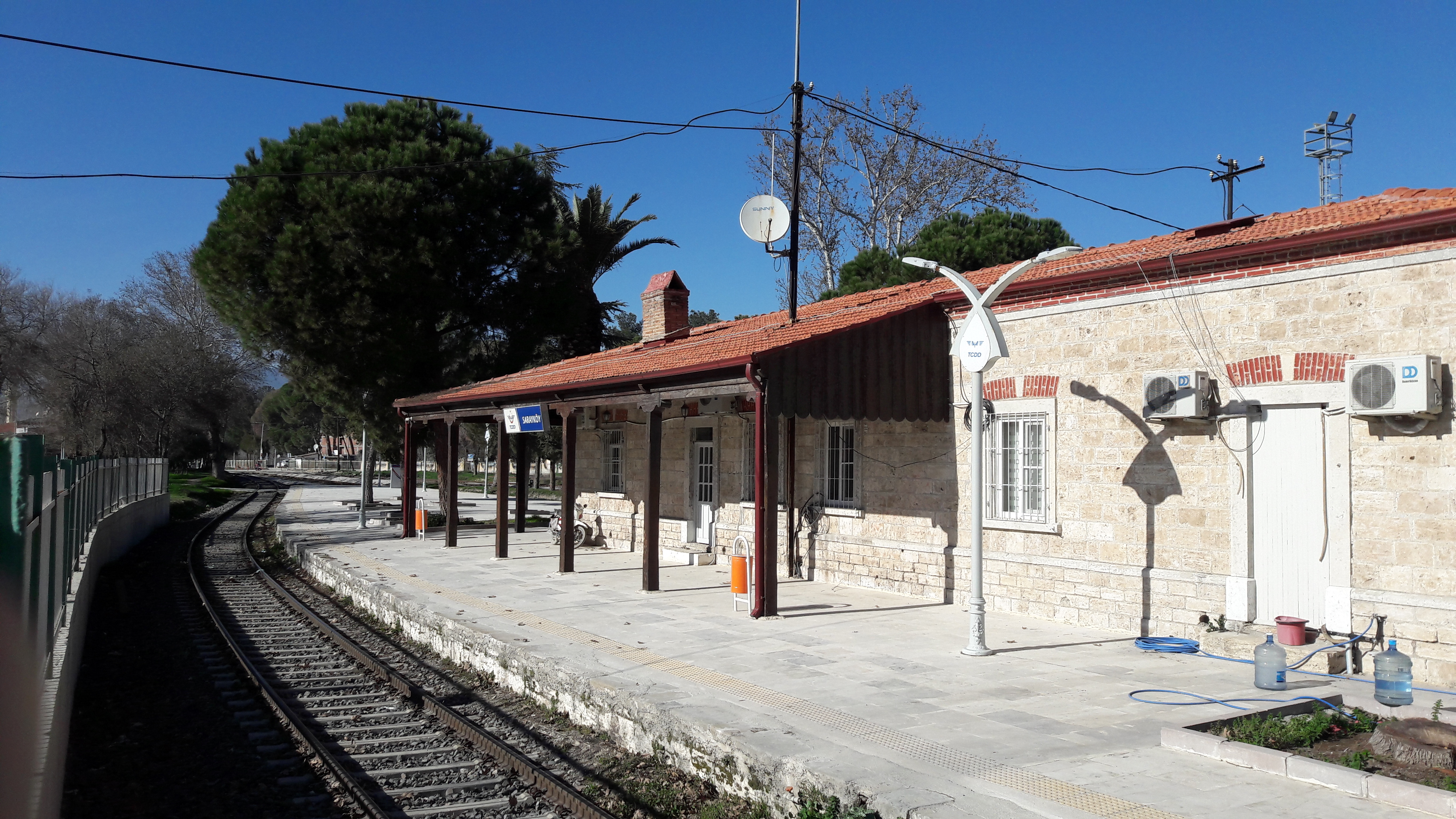
Sarayköy

Sarayköy (türkisch für Palastdorf) ist eine Stadt im gleichnamigen Landkreis der türkischen Provinz Denizli und gleichzeitig ein Stadtbezirk der 2012 geschaffenen Büyükşehir belediyesi Denizli (Großstadtgemeinde/Metropolprovinz). Sarayköy liegt etwa 24 km nordwestlich des Zentrums von Denizli.
Ende 2020 lag Sarayköy mit 30.872 Einwohnern auf dem 7. Platz der bevölkerungsreichsten Landkreise in der Provinz. Die Bevölkerungsdichte liegt mit 81 Einwohnern je Quadratkilometer nahezu auf dem Niveau des Provinzdurchschnitts von 86 Einw. je km².

## Geschichte
Vorgänger der Stadt war ein nach einem turkmenischen Herrscher aus dem 14. Jahrhundert benanntes Dorf namens Sarıbey. Sarayköy war ein Widerstandspunkt gegen die griechische Armee im Türkischen Befreiungskrieg. Freiwillige verteidigten hier die Ahmetli-Brücke über den Fluss Büyük Menderes, um die Griechen davon abzuhalten, Denizli zu besetzen. Laut Stadtlogo wurde Sarayköy 1898 zur Belediye (Gemeinde) erhoben.

## Wirtschaft und Infrastruktur
Der Haupterwerbszweig der Stadt ist die Textilproduktion, hauptsächlich das Weben und Nähen von Haushaltstextilwaren wie Decken, Bettwäsche, Tischwäsche, Gardinen und Vorhänge. Die Häuser in der Stadt werden von einem geothermischen Kraftwerk im Dorf Kızıldere beheizt, welches das erste Werk seiner Art in der Türkei war. In der Nähe des Kraftwerkes wird auch Trockeneis hergestellt und Kohlenstoffdioxid in Flaschen abgefüllt. In der bewässerten Ebene wird hauptsächlich Baumwolle angebaut, die in der Stadt gelagert wird. Andere Wirtschaftsquellen der Stadt sind der Abbau von Kalkstein sowie der Kohlebergbau.

## Sehenswürdigkeiten
Die Ahmetli-Brücke über den Fluss Büyük Menderes, die sich etwa 15 km nördlich von Sarayköy in der Nähe der gleichnamigen Kleinstadt Ahmetli befindet, stammt aus römischer Zeit. Der mittlere Teil der Brücke wurde als Verteidigungsmaßnahme während des Griechisch-Türkischen Kriegs 1919–1922 vernichtet. Nach dem Krieg wurde die Brücke mit Stahlbeton wieder aufgebaut.

## Söhne und Töchter der Stadt
- Sezen Aksu (* 1954), Sängerin